# Жилинскене, Неле
Неле Жилинскене (лит. Nelė Žilinskienė; род. 29 декабря 1969, Тельшяй), в девичестве Савицките (лит. Savickýtė) — литовская легкоатлетка, специалистка по прыжкам в высоту. Выступала за сборную Литвы по лёгкой атлетике в 1992—2002 годах, обладательница бронзовой медали чемпионата Европы, серебряная призёрка Всемирной Универсиады, победительница международных и республиканских турниров, участница трёх летних Олимпийских игр. Мастер спорта СССР. Преподаватель Вильнюсского педагогического университета, доктор наук.

## Биография
Неле Савицките родилась 29 декабря 1969 года в городе Тельшяй, Литовская ССР.
Заниматься лёгкой атлетикой начала в 1980 году. В 1986 году выполнила норматив мастера спорта СССР.
С начала 1990-х годов входила в число сильнейших литовских легкоатлеток, в общей сложности 10 раз выигрывала республиканское первенство в прыжках в высоту, четырежды обновляла рекорд Литвы в данной дисциплине.
В 1992 году вошла в основной состав литовской сборной и удостоилась права защищать честь страны на летних Олимпийских играх в Барселоне — на предварительном квалификационном этапе показала результат 1,90 метра, чего оказалось недостаточно для выхода в финал.
В 1993 году в прыжках в высоту заняла 11-е место на чемпионате мира в помещении в Торонто. Будучи студенткой, представляла Литву на Всемирной Универсиаде в Буффало, где завоевала серебряную награду, уступив лишь американке Тане Хьюз. Состязалась в прыжках в высоту на чемпионате мира в Штутгарте, в финал не вышла.
В 1994 году на домашних соревнованиях в Вильнюсе установила свой личный рекорд в прыжках в высоту на открытом стадионе — 1,96 метра. На чемпионате Европы в Хельсинки с результатом 1,93 выиграла бронзовую медаль.
В 1995 году среди прочего прыгала в высоту на чемпионате мира в Гётеборге, стала в финале восьмой.
В 1996 году заняла четвёртое место на чемпионате Европы в помещении в Стокгольме. Принимала участие в Олимпийских играх в Атланте — в финале прыжков в высоту повторила личный рекорд 1,96 метра, расположившись в итоговом протоколе на пятой строке.
В 1997 году была шестой на чемпионате мира в помещении в Париже, установив при этом личный рекорд в прыжках в высоту в манеже — 1,95 метра.
В 1998 году показала четвёртый результат на Играх доброй воли в Нью-Йорке, выступила на чемпионате Европы в Будапеште.
В 1999 году прыгала в высоту на чемпионате мира в Севилье, в финал не вышла.
В 2000 году стартовала на чемпионате Европы в помещении в Генте. Представляла Литву на Олимпийских играх в Сиднее — на сей раз выйти в финал прыжков в высоту не смогла.
В 2001 году участвовала в чемпионате мира в Эдмонтоне.
Завершила спортивную карьеру по окончании сезона 2002 года.
Окончила Вильнюсский педагогический университет (1992), где впоследствии в течение многих лет работала старшим специалистом-тренером и преподавателем на кафедре физической культуры и спорта. В 2008 году защитила докторскую диссертацию на тему «Оптимизация спортивной подготовки прыгунов в высоту на разных этапах».
За выдающиеся спортивные достижения награждена Рыцарским крестом ордена Великого князя Литовского Гядиминаса (1996), медалью «За заслуги перед литовским спортом» (1998).